# Ochthebius kurdistanicus
Ochthebius kurdistanicus es una especie de escarabajo del género Ochthebius, familia Hydraenidae. Fue descrita científicamente por Jaech en 1989.
Se distribuye por Irán (provincia de Mazandarán, montes Elburz). Mide 1,64 milímetros de longitud.